# 山口市立井関小学校
山口市立井関小学校（やまぐちしりつ いせきしょうがっこう,英語: Yamaguchi City Iseki Elementary School）は、山口県山口市阿知須にある公立小学校。

## 概要
山口市南西端に所在する。8学級、児童数120名（2021年4月現在）。校訓は「大志」。教育目標・理念は「かしこく、なかよく、たくましく、未来を創る井関っ子の育成〜地域と共に持続可能な学校を目指して〜」。学校通信として「井関小だより」を発行している。
1936年（昭和11年）に建設された講堂が70年以上使用されていたが、2010年9月末に解体され、体育館が新設された。新設された体育館の面積は1163平方メートルで、旧講堂の3倍以上の広さをもつ。
1966年（昭和41年）に全日本環境緑化コンクールの特選に入賞している。

## 通学区域
- 旦（旦は阿知須小学校の選択可能区域であるが、旦東、旦西、旦門松の区域を除く）岡、浜表、赤迫、井関、野口、杖川、河内、源河、向井関、仙在、引野、青畑、焼野[2]。

## 交通アクセス
- 宇部線 阿知須駅から徒歩26分
- 宇部線 岩倉駅から徒歩29分
- 山陽本線 本由良駅から徒歩33分[3]
- 山口宇部道路 阿知須I.C.より車で約5分